# Preoteasa din Avalon
Preoteasa din Avalon (2000) (titlu original Priestess of Avalon) este un roman scris de Marion Zimmer Bradley și finalizat postum de Diana L. Paxson. El prezintă viața Elenei, prima soție a împăratului Imperiului Roman de Apus Constantius Chlorus și mama lui Constantin cel Mare.
Seria a fost începută de Bradley și a devenit faimoasă datorită volumelor publicate în numele ei, dar la ora actuală este continuată de Diana L. Paxson.

## Intriga
În 259, Rian, Doamna din Avalon, moare dând naștere lui Eilan, fata concepută cu Coelius, Prințul de Camulodunum. Ei îi succede în funcția de Mare Preoteasă Ganeda, care își încredințează nepoata lui Coelius. Zece ani mai târziu, Eilan revine în Avalon pentru a fi instruită și a deveni preoteasă. Relațiile cu Ganeda sunt tensionate, dar Eilan câștigă prietenia fiicei acesteia, Dierna. Viziunea unei preotese indică sosirea unui "restaurator al luminii", identificat în persoana romanului Constantius Chlorus. Aelia, preoteasa însărcinată să-l aducă pe Constantius alături de cauza Avalonului, este cuprinsă de frică, astfel încât locul ei este luat de Eilan.
Tânăra preoteasă se îndrăgostește de carismaticul Constantius, iar această iubire interzisă atrage mânia Ganedei, care o alungă din Avalon. La cererea împăratului Aurelian, Constantius urmează o carieră militară și o ia cu el pe Eilan (devenită Elena). După câtva timp, Elena rămâne însărcinată și dă naștere unui băiat, care va ajunge cunoscut în istorie sub numele de Constantin cel Mare. Succesiunea imperială devine tot mai complicată, iar Dioclețian instaurează Tetrarhia: puterea este împărțită de doi auguști și doi cezari. Constantius este numit Cezar, dar este nevoit să se despartă de Elena și să se căsătorească cu Teodora, fiica augustului Maximian.
Douăzeci de ani mai târziu, auguștii abdică, astfel încât cezarii, implicit și Constantius, devin auguști. Constantius moare un an mai târziu, ceea ce-i permite lui Constantin să se proclame cezar. Sistemul Tetrarhiei se clatină serios, iar războiul civil distruge imperiul. Câștigătorul de pe urma acestei stări de fapt este Constantin, care oficializează cultul creștin. Elena devine împărăteasă-mamă și-l ajută pe Crispus, fiul nelegitim al lui Constantin cu Minervina, să ajungă cezar. Fausta, noua soție a lui Constantin, dă naștere mai multor fii și complotează împotriva lui Crispus, reușind să-l convingă pe Constantin să-și execute fiul.
Elena încearcă să-i salveze viața, dar este trimisă la Ierusalim pentru a vizita locurile sfinte. Aici, ea caută să înțeleagă vechile învățături ale Zeiței în lumina noii religii și să găsească răspuns la întrebările care iau naștere la întâlnirea dintre cele două curente religioase. Revenită la Roma, decide să se retragă pe insula Avalon, alături de văduva lui Crispus, Elena și fiica acesteia.

### Împărțirea cărții
- Prolog - 249 AD
- Partea I - Calea spre iubire
- Partea a II-a - Calea spre putere
- Partea a III-a - Calea spre înțelepciune

## Personaje
- Eilan [Iulia Coelia Elena, mai târziu Flavia Elena Augusta] – protagonista cărții, fiica prințului Coelius, soția lui Constantius, mama lui Constantin și preoteasă în Avalon
- Constantius Chlorus - soțul Elenei, cezar și, mai târziu, august, 293-306 AD
- Constantin - fiul Elenei, împărat, 306-337 AD

- Aelia – preoteasă tânără, inițiată împreună cu Elena
- Arganax - Arhidruid în tinerețea Elenei
- Atticus – tutorele grec al lui Constantin
- Ceridachos – Arhidruid când Dierna ajunge Înaltă Preoteasă
- Cigfolla – preoteasă din Avalon
- Corinthius cel Bătrân – tutorele Elenei
- Corinthius cel Tânăr – directorul unei școli din Londinium
- Crispus – fiul nelegitim al lui Constantin cu Minervina
- Cunoarda – sclava din Alba a Elenei
- Dierna – verișoară de-a doua a Elenei, ulterior Doamna din Avalon
- Drusilla – bucătăreasă în gospodăria Elenei și a lui Constantius
- Elena cea tânără ("Lena") – nobilă din Treveri, soția lui Crispus
- Fausta – fiica lui Maximian, soția lui Constantin și mama fiilor săi legitimi
- Flavius Pollio – o rudă a lui Constantius
- Ganeda – mătușa Elenei, Doamnă din Avalon
- Gwenna – o fecioară inițiată pe Avalon
- Haggaia – Arhidruid când Elena se întoarce în Avalon
- Heron – fecioară inițiată pe Avalon
- Hrodlind – servitoarea germană a Elenei
- Julius Colius [Regele Coel] – Prințul din Camulodunum, tatăl Elenei
- Katiya – preoteasă a zeiței Bast în Londinium
- Lactantius – retor și apologet, tutorele lui Crispus
- Lucius Viducius - negustor de produse de olărit între Galia și Eburacum
- Macarius - Episcop din Ierusalim
- Marcia - moașa care ajută la venirea pe lume a lui Constantin
- Marta - sclavă siriană vindecată de Elena
- Maxentius - fiul lui Maximian, august în Italia și Africa de Nord, 306-312 AD
- Minervina - concubina siriană a lui Constantin, mama lui Crispus
- Philip - servitorul lui Constantius
- Quintillus - fratele împăratului Claudius al II-lea, fratele bunicului lui Constantius
- Rian - Mare Preoteasă pe Avalon, mama Elenei
- Severus - cezar numit de Galerius, executat de Maximian
- Sian - fiica Ganedei, mama Diernei și a Beccăi
- Suona - tânără preoteasă din Avalon
- Victorinus - împărat rebel din Imperiul Roman de Apus, 268-270 AD
- Vitellia - matroană creștină care trăia în Londinium
- Wren - fecioară inițiată pe Avalon

- Câinii Elenei: Eldri, Hylas, Favonius și Boreas, Leviyah

## Comparație cu realitatea istorică
Acțiunea se petrece în perioada în care creștinismul a trecut de la stadiul de religie interzisă la cel de religie oficială. O serie de personaje din roman au corespondent în realitatea istorică, printre ele numărându-se personaul principal, Elena, soțul ei Constantius Chlorus, fiul lor Constantin și fiul nelegitim al acestuia, Crispus.
În prefața cărții, Diana L. Paxson recunoaște că puține fapte pot fi dovedite din poveștile legate de Elena, deși documentarea istorică făcută pentru acest roman a fost una complexă. Cu toate acestea, ea este de părere că "Elena deține un loc special în legendele Britaniei", astfel încât "nu exagerăm când o punem în legăturăcu mitologia din Avalon și adăugăm încă o legendă celor deja existente."
La modul general, povestea respectă evenimentele consemnate în istorie în secolul trecut cu privire la viața lui Constantin. Între timp, unele dintre aceste fapte au ajuns subiect de dezbatere. Un exemplu îl constituie apariția viziunii semnului crucii cu deviza In hoc signo vinces chiar înaintea bătăliei de la Podul Milvius, eveniment care nu este menționat de istoricii vremii, ci doar de Eusebiu din Cezareea câteva secole mai târziu.

## Opinii critice
SF Site elogiază modul în care este prezentat contactul dintre religia veche și cea nouă, catalogând romanul drept "o poveste stranie și minunată pe care niciun fan al cărților anterioare din seria Avalon n-ar trebui s-o rateze". La rândul său, Publisher's Weekly apreciază că "talentul lui Paxson de a aduce la viață locuri și personaje istorice îmbogățește povestea Elenei", adăugând că "această ultimă carte din canonul lui Bradley va satisface cu siguranță fanii și-i va aduce alții noi".